# Pseudoxandra leiophylla
Pseudoxandra leiophylla (Diels) R.E.Fr. – gatunek rośliny z rodziny flaszowcowatych (Annonaceae Juss.). Występuje naturalnie w Kolumbii oraz Brazylii (w stanie Amazonas). 

## Morfologia
PokrójZimozielone drzewo dorastające do 23–25 m wysokości.
LiścieMają podłużny, odwrotnie jajowaty lub eliptyczny kształt. Mierzą 15–22 cm długości oraz 5–7,5 cm szerokości. Są prawie skórzaste. Nasada liścia jest ostrokątna. Blaszka liściowa jest o spiczastym wierzchołku. Ogonek liściowy jest nagi i dorasta do 5–7 mm długości.
KwiatySą pojedyncze, rozwijają się w kątach pędów lub bezpośrednio na pniach i gałęziach (kaulifloria).
OwocePojedyncze mają elipsoidalny kształt, zebrane po 14–20 w owoc zbiorowy. Są osadzone na szypułkach. Osiągają 7–13 mm długości.